# An Hour Before It's Dark
An Hour Before It's Dark är den brittiska rockgruppen Marillions tjugonde studioalbum utgivet i mars 2022. 
Albumet spelades delvis in i Peter Gabriels Real World studios, och producerades av Michael Hunter. Albumet hamnade på andra plats på UK Albums Chart, Marillions högsta placering sedan "Clutching at Straws".
Sångaren Steve Hogarths texter på "An Hour Before It's Dark" behandlar ämnen som klimatförändringar, teknikberoende, och Covid-19-pandemin. Låten "The Crow and the Nightingale" inspirerades av Leonard Cohen och hans bok Book of Longing.
Albumet var det sjätte som ingick i en kampanj, en s.k. Gräsrotsfinansiering, som förbetalades av fansen, innan den var inspelad. Alla namn på dem som förbeställde fick vara med i innerkonvolutet. 
Marillion spelade albumet i sin helhet när de spelade i Sverige för första gången sedan 2012, på Cirkus 21 maj 2022, under deras Marillion Weekend.

## Låtlista
1. Be Hard on Yourself (9:28):- i. The Tear in the Big Picture- ii. Lust for Luxury- iii. You Can Learn
2. Reprogram the Gene (7:02):- i. Invincible- ii. Trouble-Free Life- iii. A Cure for Us?
3. Only a Kiss (0:39)
4. Murder Machines (4:21)
5. The Crow and the Nightingale (6:35)
6. Sierra Leone (10:54):- i. Chance in a Million- ii. The White Sand- iii. The Diamond- iv. The Blue Warm Air- v. More Than a Treasure
7. Care (15:20):- i. Maintenance Drugs- ii. An Hour Before It's Dark- iii. Every Cell- iv. Angels on Earth